# Kyōfu joshikōkō: Onna bōryoku kyōshitsu
Kyōfu joshikōkō: Onna bōryoku Kyōshitsu (恐怖女子高校　女暴力教室 El instituto de secundaria de las chicas terroríficas: La clase de las mujeres violentas?) es una película japonesa del 29 de septiembre de 1972, del género pinky violence (violencia rosa). Fue dirigida por Norifumi Suzuki y protagonizada por Reiko Ike y Miki Sugimoto.
Es la primera parte de la saga de películas Kyōfu joshikōkō (Terrifying Girls' High School en inglés y El instituto de secundaria de las chicas terroríficas en español).

## Argumento
Miki Sugimoto es una jefa de delincuentes de un instituto de secundaria japonesa, que siembra la violencia y el descontrol en la escuela llegando a revelarse y agredir a los profesores. Reiko Ike, que es una carismática, inteligente y huérfana estudiante, se enfrentará a Miki Sugimoto.